# Phantom Lady
Phantom Lady (bra A Dama Fantasma) é um filme noir de 1944 dirigido por Robert Siodmak, e estrelado por Franchot Tone e Ella Raines. É baseado no livro A Dama Fantasma, do romancista Cornell Woolrich, que escreveu sob o pseudônimo de William Irish. Depois de adaptado para o cinema se tornou um dos principais filmes do cinema noir da década de 1940.

## Elenco
- Franchot Tone ... Jack Marlow
- Ella Raines ... Carol Richman
- Alan Curtis ... Scott Henderson
- Aurora Miranda ... Estela Monteiro
- Thomas Gomez ... Inspetor Burgess
- Fay Helm ... Ann Terry
- Elisha Cook Jr. ... Cliff
- Andrew Tombes ... Garçom
- Regis Toomey ... Detetive Chewing Gum
- Joseph Crehan ... Detetive Tom
- Doris Lloyd ...  Kettisha
- Virginia Brissac ... Dr. Chase
- Milburn Stone ... Procurador distrital

## Recepção
O crítico de cinema Bosley Crowther do New York Times escreveu que o enredo de Phantom Lady era "absolutamente tolo" e que "o tédio também é agravado pelo ritmo monótono" do filme. Mas para Richard Brody da revista The New Yorker o filme tem a "oferece um contra-argumento surpreendente".